# La Cité de l'ombre
Pour plus de détails, voir Fiche technique et Distribution.
La Cité de l'ombre (City of Ember) est un film fantastique américain réalisé par Gil Kenan, sorti en 2008. Il est tiré du roman publié en 2003 par Jeanne Duprau.

## Synopsis
La fin du monde approchant, un groupe de scientifiques prend la décision d'enfermer une partie de la population dans une cité souterraine, Ember, pendant deux cents ans. Aussi ils confient au Maire de la cité une boîte, ne s'ouvrant qu'après deux cents ans, contenant les informations permettant de quitter la cité. Mais un jour la boîte est égarée. Les habitants de la Cité de l'ombre vivent avec la lumière dans leur cité. Mais le générateur permettant cette illumination ne marche plus comme avant, et sans le matériel adéquat pour le réparer, les lumières de la ville vacillent, et les habitants prennent peur.
Deux adolescents, Lina et Doon, se décident à partir en quête de solutions pour réilluminer leur ville. Dans leur périple, ils rencontreront par ailleurs les vérités cachées de la Cité de l'ombre.

## Fiche technique
- Titre : La Cité de l'ombre
- Titre original : City of Ember
- Réalisation : Gil Kenan

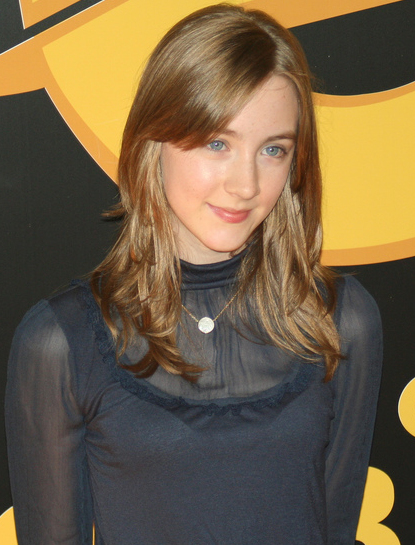
La tête d'affiche Saoirse Ronan, à la première européenne du film, en octobre 2008.

- Scénario : Caroline Thompson, d'après le livre The City of Ember de Jeanne Duprau
- Direction artistique : Jon Billington, Ross Bradshaw,	James Foster et Ashleigh Jeffers
- Décors : Douglas Pipes
- Costumes : Ruth Myers
- Photographie : Xavier Pérez Grobet
- Montage : Adam P. Scott et Zach Staenberg
- Musique : Andrew Lockington
- Production : Gary Goetzman, Tom Hanks et Steven Shareshian
- Sociétés de production : Walden Media et Playtone
- Sociétés de distribution :
  -  20th Century Fox
  -  Metropolitan FilmExport
- Budget : 55 000 000 de dollars[réf. nécessaire]
- Pays de production : États-Unis
- Langue originale : anglais
- Format : couleur - 2.35 : 1
- Genre : Aventure, drame, fantastique, science-fiction et thriller
- Durée : 90 minutes
- Dates de sortie :
  - Canada, États-Unis : 10 octobre 2008
  - France : 29 octobre 2008
  - Belgique : 18 février 2009

## Distribution
- Saoirse Ronan (VF : Florine Orphelin ; VQ : Charlotte Mondoux) : Lina Mayfleet
- Harry Treadaway (VF : Alexis Tomassian ; VQ : Éric Paulhus) : Doon Harrow
- Bill Murray (VF : Bernard Métraux ; VQ : Marc Bellier) : Le maire Cole[1]
- Tim Robbins (VF : Emmanuel Jacomy ; VQ : Benoit Rousseau) : Loris Harrow
- Martin Landau (VF : Michel Le Royer ; VQ : Jean-Marie Moncelet) : Sul
- Mackenzie Crook (VF : Jérémy Prévost ; VQ : Philippe Martin) : Looper
- Mary Kay Place (VF : Brigitte Virtudes ; VQ : Claudine Chatel) : Mme Murdo
- Toby Jones (VQ : François Sasseville) : Barton Snode
- Marianne Jean-Baptiste (VQ : Élise Bertrand) : Clary
- Liz Smith : Granny
- Lucinda Dryzek (VQ : Marie-Claude Hénault) : Lizzie Bisco
- Amy Quinn : Poppy
- Catherine Quinn : Poppy
- Simon Kunz : Le capitaine Fleery
- Frankie McCafferty : Arbin Swinn
- David Ryall : Chef « Builder »
- Heathcote Williams : Sadge Merrall
- Ian McElhinney : « Builder »
- B.J. Hogg : Le garde du maire